# Pićanska biskupija
Pićanska biskupija povijesna je biskupija koja je imala sjedište u Pićnu, a danas je naslovna biskupija.
Najvjerojatnije je osnovana u VI. stoljeću jer se smatra da je zaštitnik Pićna, Sveti Nicefor, prvi pićanski biskup, a prvi pisani dokazi potječu još iz 579. kada se u jednom pismu spominje ime pićanskog biskupa Marcijana.  Biskupija je teritorijalno pripadala tršćanskom ageru te se uskoro osamostalila kao zasebna teritorijalna cjelina vjerojatno u isto vrijeme kao i Novigradska biskupija. Biskupija je pripada pod Akvilejsku patrijaršiju sve do 1788. kada ju papa Pio VI. ukida ukida i pripaja Goričkoj odnosno Tršćanskoj biskupiji da bi od 1968. potpola pod noosnovanu Porečko-pulsku biskupiju. Na području biskupije djelovao je pavlinski samostan u Čepinu, imala je hospicij u Gračišću te je imala dvanest župa, a biskupi su imali i svjetovnu vlast nad nekoliko sela. Zanimljivo je da su pravo na imenovanje biskupa imali isključivo carevi
Biskupija je ponovno uspostavljena 1969. kao naslovna biskupija, a naslovni biskup bio je zagrebački pomoćni biskup u miru Valentin Pozaić do 2023. godine.

## Popis naslovnih biskupa
- Josip Pavlišić (20. kolovoza 1969. – 18. travnja 1974.)
- John Edward McCarthy (23. siječnja 1979. – 19. prosinca 1985.)
- Rafael Palmero Ramos (24. studenog 1987. – 9. siječnja 1996.)
- Reinhard Marx (23. srpnja 1996. – 20. prosinca 2001.)
- Valentin Pozaić (2. veljače 2005. – 15. svibnja 2023.)